# Lillian Asplund
Lillian Gertrud Asplund (* 21. Oktober 1906 in Worcester, Massachusetts; † 6. Mai 2006 in Shrewsbury, Massachusetts) war die drittletzte Überlebende des Untergangs der Titanic und die letzte Person, die sich daran erinnern konnte.

## Leben
Sie war die Tochter des aus Jönköping, Schweden, stammenden Carl Oscar Vilhelm Gustafsson Asplund (* 7. Mai 1871; † 15. April 1912) und dessen Frau Selma Augusta Emilia Asplund, geb. Johansson (* 10. Oktober 1873; † 15. April 1964). Lillian hatte einen Zwillingsbruder: Carl Edgar (* 1906, † 15. April 1912), zwei ältere Brüder: Filip Oscar (* 1898; † 15. April 1912), Clarence Gustav Hugo (* 1902; † 15. April 1912) und einen jüngeren Bruder: Edvin Rojj Felix (* 1909; † 1983).

### 14./15. April 1912
Asplund war zu Besuch bei ihren Großeltern in Schweden und reiste auf der Titanic zurück in die USA. Die Familie Asplund reiste mit dem Ticket Nr. 347077 als Passagiere in der dritten Klasse. Lillian war zu dieser Zeit fünf Jahre alt. Nachdem die Titanic am 14. April 1912 um 23:40 Uhr mit einem Eisberg kollidiert war, wurde die Familie geweckt und fand sich auf dem Bootsdeck in einer großen Menschenmenge wieder. Ihr Weg endete schließlich auf der Steuerbordseite des sich immer steiler neigenden Bootsdecks. Das Deck war hell erleuchtet, die Nacht und das Wasser dagegen waren tiefschwarz und eiskalt. Um 1:35 Uhr wurde das Rettungsboot Nr. 15 mit 67 Personen abgefiert, es befand sich bereits auf Höhe der Deckskante, als Selma Asplund mit dem jüngsten Kind Felix auf dem Arm in letzter Sekunde hineinsprang und ihr Ehemann geistesgegenwärtig die kleine Lillian griff und hinterherwarf. Es war zu spät, auch noch die anderen Kinder sicher in dem Boot unterzubringen, es befand sich bereits auf halbem Weg zur Wasseroberfläche. Selma Asplund konnte vom Boot aus sehen, wie Carl und die Kinder in der Menschenmenge verschwanden, und nahm an, sie wären in einem anderen Rettungsboot untergekommen. Erst als Rettungsboot Nr. 15 in den frühen Morgenstunden des 15. April vom britischen Passagierdampfer Carpathia von der Cunard Line aufgenommen wurde und die restlichen Familienmitglieder nicht an Bord zu finden waren, stellte sich heraus, dass Carl Asplund und die drei anderen Söhne bei dem Untergang um 2:20 Uhr ums Leben gekommen waren. Die Leiche des Vaters wurde später vom Bergungsschiff Mackay-Bennett gefunden, die Kinder blieben verschwunden. Für Selma Asplund war es ein gewaltiger Schock und sie weigerte sich für den Rest ihres Lebens, über die Katastrophe zu sprechen.

### Nachfolgende Zeit
Lillian Asplund lebte nach dem Unglück in Massachusetts. Sie blieb unverheiratet und kinderlos. 2006 starb sie im Alter von 99 Jahren. Eine Zeitlang wurde vermutet, dass sie die letzte Überlebende sei. Tatsächlich wurde sie jedoch von Barbara Joyce West (* 24. Mai 1911, gestorben am 16. Oktober 2007; später Barbara Dainton) aus Truro sowie von Elizabeth Gladys „Millvina“ Dean (* 2. Februar 1912, gestorben am 31. Mai 2009) aus Southampton überlebt. Beide Frauen waren zur Zeit des Unglücks jünger als ein Jahr gewesen und hatten daher im Gegensatz zu Asplund keine Erinnerungen an die Katastrophe.